# Philippe-François Desrues
Philippe François Desrues est un homme politique français né le 20 novembre 1761 à Vaugirard où il est décédé le 11 novembre 1821.
Élu député suppléant de la Seine à la Convention en 1792, il est admis à siéger le 3 ventôse en II. Il est envoyé en mission à Brest et Lorient.
Il épouse avant 1811 Henriette Rosalie Devenne.